# Mustafa Shakur
Mustafadden Abdush Shakur, detto Mustafa (Filadelfia, 18 agosto 1984), è un ex cestista statunitense.

## Carriera
Esordisce con gli Arizona Wildcats e passa i primi anni di carriera girovagando tra l'NBA e l'Europa dove gioca in Spagna, Polonia, Grecia e Francia.
All'inizio del 2012 approda in Italia alla Novipiù Casale Monferrato, dove debutta segnando 30 punti al Pala Del Mauro contro la Sidigas Avellino. Nonostante le sue prestazioni la squadra piemontese non riesce ad evitare la retrocessione. Chiude la stagione con 16 punti di media.
Il 18 settembre 2012 firma ufficialmente per la Felice Scandone Basket Avellino

## Palmarès

### Club
- Supercoppa spagnola: 1

Saski Baskonia: 2008

### Individuale
- McDonald's All-American Game (2003)
- All-NBDL Second Team (2010)